# Chaise (rivière)
Pour les articles homonymes, voir Chaise.
La Chaise est une rivière des départements de la Savoie et de la Haute-Savoie en région Auvergne-Rhône-Alpes et un affluent de l'Arly, donc un sous-affluent du Rhône par l'Isère.

## Géographie
De 23,7 km de longueur, la Chaise  —  principal affluent de l'Arly — prend sa source au Plan des mouilles, sur la commune du Bouchet-Mont-Charvin, à 1 700 m d'altitude, au nord-ouest du mont Charvin (2 409 m) et à l'est de la montagne de Sulens.
Elle passe au Bouchet-Mont-Charvin, Saint-Ferréol — édifié au sommet du cône de déjection de la Chaise et au débouché de gorges étroite et boisées —, Marlens et enfin elle se jette dans l'Arly sur la commune d'Ugine à 405 m d'altitude, juste au sud de la zone industrielle et de l'aciérie électrique d'Ugine, au lieu-dit les Glaciers. À Saint-Ferréol, au début du cône de déjection et la sortie des gorges, un bief quitte le lit du torrent pour traverser le village en direction du sud-ouest puis, parvenu dans la plaine non loin de Faverges, oblique vers l'est, passe au pied de Cons-Sainte-Colombe et rejoint la Chaise au niveau de Ombre-Dessous.

### Communes et cantons traversés
Dans les deux départements de la Savoie et de la Haute-Savoie, la Chaise traverse cinq communes et trois cantons :
- dans le sens amont vers aval : Le Bouchet-Mont-Charvin (source), Serraval, Saint-Ferréol, Val de Chaise, Ugine (confluence).

La Chaise prend donc sa source dans le canton de Faverges-Seythenex et conflue dans le canton d'Ugine, le tout dans l'arrondissement d'Annecy et celui d'Albertville.

### Organisme gestionnaire
L'organisme gestionnaire est le SMBVA ou Syndicat Mixte du Bassin Versant Arly.

## Affluents
La Chaise a cinq affluents référencés :
- le ruisseau Nant de Size (rg), 2 km sur la seule commune de Le Bouchet-Mont-Charvin.
- le ruisseau du Marais ou torrent de Montaubert (rd), 6,2 km sur la seule commune de Serraval et venant de la Tournette (2 350 m).
- le ruisseau de la Cha (rg), 4 km sur la seule commune d'Ugine et passant au lac du Mont Dessus.
- le Nant Trouble (rg), 6,1 km sur la seule commune d'Ugine.
- le Nant Pugin (rg), 4,3 km sur la seule commune d'Ugine.

Géoportail ajoute :
- le ruisseau de Lachenal (rd), sur les deux communes de Marthod et d'Ugine.

Le rang de Strahler est donc de deux.

## Hydrologie

### La Chaise à Ugine
La Chaise a été observée à la station d'Ugine dit du Pont de Soney, depuis 2001, W0425010 - la Chaise à Ugine (Pont de Soney). Le bassin versant y est de 79 km2 soit 76 % du total 104 km2 du bassin versant.
Le module à Ugine y est de 2,24 m3/s.

### Étiage ou basses-eaux
À l'étiage, c'est-à-dire aux basses eaux, le VCN3, en cas de quinquennale sèche s'établit à 0,400 m3/s, ce qui reste confortable,.

### Crues
Sur cette courte période d'observation, le débit journalier maximal a été observé le 13 janvier 2004 pour 26,80 m3/s. Le débit instantané maximal a été observé le même 13 janvier 2004 avec 45,40 m3/s en même temps que la hauteur maximale instantanée de 122 cm soit 1,22 m.
Le QIX 10 est de 36 m3/s et le QIX 20 est de 39 m3/s alors que le QIX 2 est de 26 m3/s et le QIX 5 de 32 m3/s. le QIX 50 n'a pas encore pu être calculé vu la période d'observation de 13 ans.

### Lame d'eau et débit spécifique
La lame d'eau écoulée dans cette partie du bassin versant de la rivière est de 895 millimètres annuellement, ce qui est presque le triple de la moyenne en France. Le débit spécifique (Qsp) atteint 28,3 litres par seconde et par kilomètre carré de bassin.

## Aménagements
Deux viaducs de la ligne d'Annecy à Albertville passe au-dessus de la Chaise.

## Écologie
Le bon état écologique n'est pas atteint en 2014.

## Étymologie ou origine
L'hydronyme proviendrait du mot latin casa qui désigne un lieu habité. Ainsi, le chanoine Gros admet que le torrent porte le nom en référence à l'occupation humaine d'un lieu et qui aurait dérivé en Chaise. La forme Aqua Chesie indique « l'eau de la Chaise, l'eau qui passe à la Chaise. » Le religieux poursuit ainsi sa réflexion en considérant que ce village serait probablement celui du hameau actuel d'Outrechaise  (Outre-Chaise), sur la commune d'Ugine.
Le torrent est mentionné en 1375 sous la forme Aqua Chesie, puis Chèze en 1807. Le cours d'eau, au XIXe siècle, était aussi référencé comme Monthoux, pendant que la commune d'Ugine s'appelait Outrechaise.
Selon l'historien local Bernard-Marie Pajani, qui reprend en partie les réflexions du chanoine Gros, le toponyme de Casuaria (nom de l'ancienne mansio romaine de Viuz-Faverges) proviendrait du mot celte Casua, signifiant la Chaise, auquel serait adjoint le suffixe -aria (dérivant du préfixe are-) signifiant près de.